# Asjik-Kerib
Asjik-Kerib er en sovjetisk spillefilm fra 1988 af Dodo Abashidze og Sergej Paradsjanov.